# DE1
Az DE1 egy ukrán kétszekciós villamosmozdony-sorozat. 1997–2008 között gyártotta Dnyipropetrovszki Villamosmozdonygyár a sorozatot. Összesen 40 db készült el belőle.